# Sémaphore de Béar
Ne doit pas être confondu avec Fort Béar, Redoute Béar ou Phare du cap Béar.
Pour les articles homonymes, voir Béar.
Le sémaphore de Béar ou sémaphore du cap Béar est un sémaphore construit en 1861 et situé sur le territoire de la commune de Port-Vendres dans le département des Pyrénées-Orientales, sur le mont Béar à environ 80 mètres d’altitude, à proximité du cap Béar sur la Côte Vermeille. Il est utilisé par la Marine nationale.

## Histoire

### Projet d'attentat déjoué en 2015
En juillet 2015, un projet d'attentat islamiste est avoué par trois suspects arrêtés par la police : ils auraient voulu décapiter un militaire gradé affecté à ce sémaphore puis diffuser la vidéo sur Internet. Comme l’indique la référence (dont la photographie attenante), une confusion s'est probablement introduite dans la déclaration du parquet de Paris qui cite le « fort Béar » — installation de l’Armée de terre française vide de personnel car elle sert de terrain d’exercice — au lieu de citer le sémaphore où sont en permanence présents quelques militaires de la Marine nationale chargés de surveiller les côtes. Ces deux installations sont situées sur le même mont Béar et distantes d’environ 700 m l’une de l’autre : le sémaphore est en contrebas du fort, à l'est de celui-ci — lequel fort est à une altitude d’environ 205 mètres — le sémaphore se trouve ainsi à proximité du phare de Béar, à une distance d’environ 300 m à l'ouest de celui-ci.
Les trois radicalisés Antoine Frerejean, Djebril Amara et Ismaël K, ont été condamnés en 2018 à neuf ans de prison.